# Wide Prairie
Wide Prairie es un álbum de estudio póstumo de Linda McCartney, publicado por la compañía discográfica Parlophone en octubre de 1998. El disco fue recopilado por su marido, Paul McCartney, poco después de su muerte en 1998 y después de que un seguidor le escribiera preguntándole sobre «Seaside Woman», una canción reggae que Linda grabó con Wings en 1972 bajo el nombre de Suzy & The Red Stripes. Su marido recopiló todas las grabaciones de Linda con la ayuda de Parlophone y de MPL Communications, y retocó algunas de ellas: en el caso de «The Light Comes from Within», la guitarra principal es tocada por James McCartney, hijo del matrimonio. 
Wide Prairie alcanzó el puesto 127 en la lista británica UK Albums Chart, mientras que el sencillo homónimo llegó al puesto 74 de la lista UK Singles Chart. «The Light Comes from Within» también entró en la lista de sencillos del Reino Unido, donde alcanzó el puesto 56.

## Lista de canciones
Todas las canciones escritas y compuestas por Linda McCartney excepto donde se anota. 
| N.º | Título                        | Escritor(es)                                | Duración |  |
| 1.  | «Wide Prairie»                |                                             | 4:33     |  |
| 2.  | «New Orleans»                 |                                             | 3:13     |  |
| 3.  | «The White Coated Man»        | Paul McCartney, Linda McCartney, Carla Lane | 2:13     |  |
| 4.  | «Love's Full Glory»           |                                             | 3:46     |  |
| 5.  | «I Got Up»                    | Linda McCartney, Paul McCartney             | 3:19     |  |
| 6.  | «The Light Comes from Within» | Linda McCartney, Paul McCartney             | 2:57     |  |
| 7.  | «Mister Sandman»              | Ballard                                     | 2:50     |  |
| 8.  | «Seaside Woman»               |                                             | 3:54     |  |
| 9.  | «Oriental Nightfish»          |                                             | 2:49     |  |
| 10. | «Endless Days»                | Linda McCartney, Mick Bolton                | 3:11     |  |
| 11. | «Posion Ivy»                  | Jerry Leiber, Mike Stoller                  | 2:54     |  |
| 12. | «Coe»                         | Linda McCartney, Paul McCartney, Carla Lane | 4:24     |  |
| 13. | «B-Side to Seaside»           | Linda McCartney, Paul McCartney             | 2:38     |  |
| 14. | «Sugartime»                   | Charlie Phillips, Odis Echols               | 2:06     |  |
| 15. | «Appaloosa»                   |                                             | 4:44     |  |

## Personal
- Linda McCartney: voz, mellotron, piano, teclados y coros
- Paul McCartney: bajo, clarinete, guitarra acústica, guitarra eléctrica, batería, órgano, congas, banjo, mellotron, piano y coros
- James McCartney: guitarras eléctrica y acústica
- Jimmy McCulloch: guitarra eléctrica
- Denny Laine: guitarra acústica y eléctrica, piano, flauta y coros
- Joe English: batería
- Davey Lutton: batería
- Denny Seiwell: batería
- Vassar Clements: violín
- Johnny Gimble: violín
- Thaddeus Richard: saxofón alto
- Hewlett Quillen: trombón
- William Puett: saxofón tenor
- George Tidwell: trompeta
- Barry McDonald: trompeta
- Norman Ray: saxofón barítono
- Robbie McIntosh: guitarra eléctrica
- Steve Johnson: trompeta y orquestación
- Lloyd Green: pedal steel guitar
- Laurence Juber: guitarra acústica
- Davey Lutton: batería
- Billy Gardner: guitarra rítmica
- Baris Gardner: bajo
- Mike "Boo" Richards: batería
- Winston Wright: teclados
- Mick Bolton: piano y teclados
- Geoffrey Richardson: mandolina y sitar
- Ian Maidman: bajo, batería, guitarra eléctrica y coros